# アスペイティア
アスペイティア（バスク語: Azpeitia）は、スペイン、バスク州、ギプスコア県のムニシピオ（基礎自治体）である。

## 歴史
先史時代に描かれたとされる壁画が、エカインの洞窟に存在する。
アスペイティアはウロラ川のほとりに、村として1310年にカスティーリャ王フェルナンド4世によってガルメンディア・デ・イラウルギ（Garmendia de Iraurgui）の名で形成された。ガルメンディアとは村の置かれた地名を指し、イラウルギとは『人の住む渓谷』を意味した。1年後、カスティーリャ王は村をサルバティエラ・デ・イラウルギ（Salvatierra de Iraurgui）と改名した。1397年に行われたゲタリアの集会において、住民はサルバティエラ・デ・イラウルギの名を用いたが、同様にアスペイティアの名も使った。15世紀以降も、アスペイティアは村の別称として使われていた。
アスペイティアの名は古い公文書ではAyzpeitiaとつづられていた。バスク語でAitzは岩を意味し、Beitiaは低いを意味する。この岩は、アスペイティアとアスコイティアの間にあるイサライツ山とされる。bがpに置き換えられるのは、バスク語では非常によく見られる事例である。

## 地理

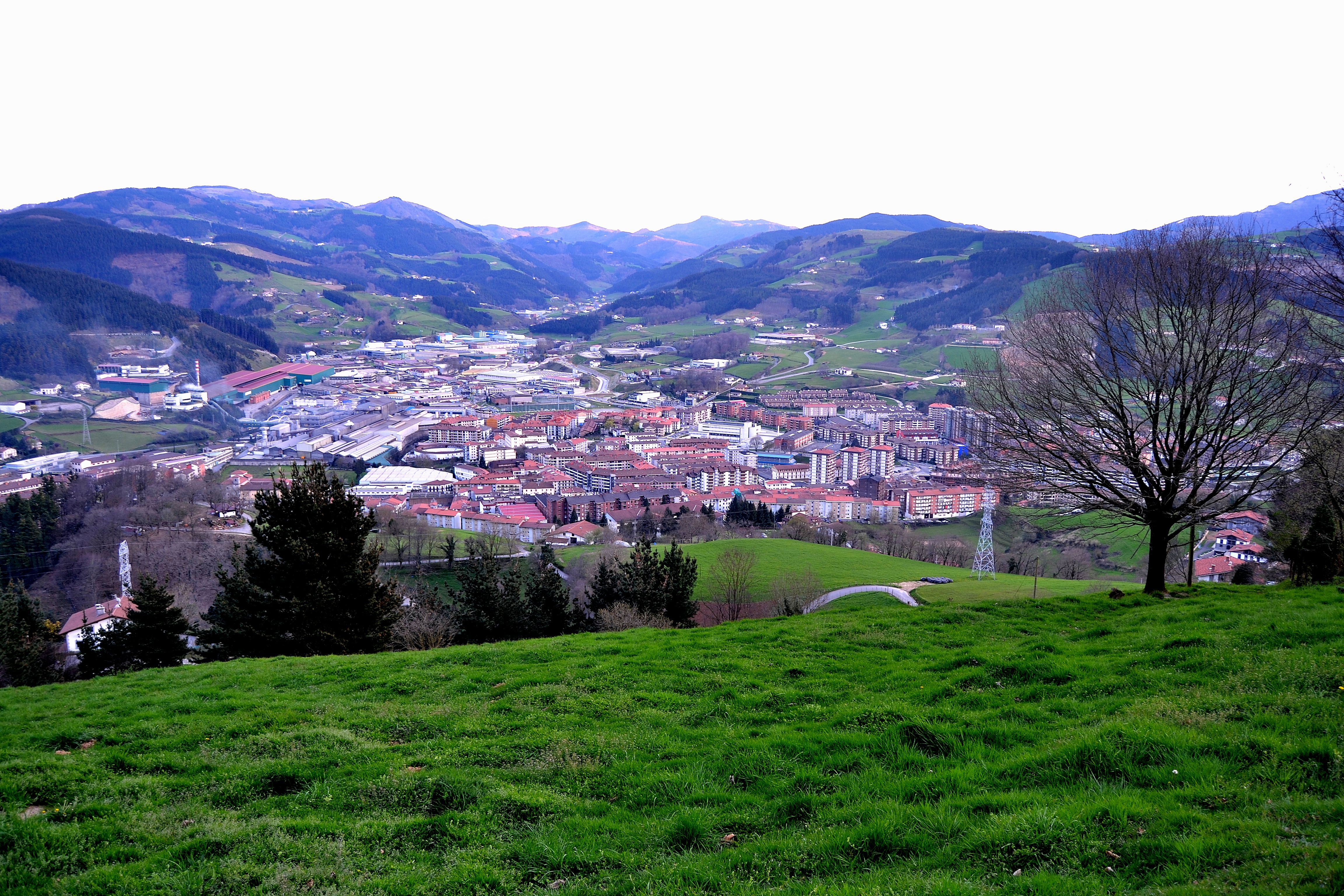
アスペイティアの市街地を、北東の方向から撮影した写真。

アスペイティアは、ギプスコア県内においては大規模な自治体の1つとして知られている。市街地はウロラ川の両岸に形成されており、またアスペイティアはウロラ川の主要な支流の1つであるイバイエデル川が合流してくる場所でもある。他にもエレシル川がアスペイティアの行政境界線内まで流れてきているように、ここは河川が集まってくる場所である。なお、アスペイティア町内において最も標高の高い場所はエルロ山の山頂であり、その標高は約1025 mである。

## 人口
2000年12月31日時点での人口は13654人であり、性別人口は、男性が6838人（50.08％）、女性が6816人（49.92％）であった。また、年齢別人口は、年少人口（0歳から14歳）が1809人（13.25％）、生産年齢人口（15歳から64歳）が9600人（70.31％）、老年人口（65歳以上）が2245人（16.44％）だった

。
| アスペイティアの人口推移 1900－2010                     |
|                                                         |
| 出典:INE（スペイン国立統計局）1900年 - 1991年、1996年 - |

## 経済
近くに運搬に適した川、良質の森林に囲まれているため、林業と金属加工が主幹産業である。ウロラ渓谷はバスクの沿岸都市部への天然の道となっており、ビルバオ、サン・セバスティアンへのアクセスが良い。第一次産業は農業と家畜の飼育が主。観光業とサービス業も盛んである。
バスク鉄道によって、アスペイティアと北側のラサオ(Lazao)を結ぶ約2kmの保存鉄道が運行されているが、この鉄道はバスク地方の他の鉄道路線とは接続していない。この保存鉄道のアスペイティア駅にはバスク鉄道博物館が設置されており、バスク地方の狭軌鉄道線に関連する蒸気機関車（ポルトガル号）、他の鉄道車両、鉄道グッズなどが展示されている。

## 政治
自治体首長はビルドゥのエネコ・エチェベリア（Eneko Etxeberria）で、自治体評議員はビルドゥ：11、バスク民族主義党：5となっている（2011年5月22日の自治体選挙結果、得票順）。
| 1999年6月13日自治体選挙 |        |        |          |
| 政党                    | 得票数 | 得票率 | 獲得議席 |
| EAJ-PNV                 | 3,141  | 37.02% | 7        |
| EH                      | 2,923  | 34.45% | 6        |
| EA                      | 1,744  | 20.56% | 4        |
| PP                      | 351    | 4.14%  | 0        |
| PSE-EE                  | 235    | 2.77%  | 0        |

| 2003年5月25日自治体選挙 |        |        |          |
| 政党                    | 得票数 | 得票率 | 獲得議席 |
| EAJ-PNV/EA              | 5,459  | 85.43% | 15       |
| PSE-EE                  | 356    | 5.57%  | 1        |
| PP                      | 355    | 5.56%  | 1        |
| EB/IU                   | 138    | 2.16%  | 0        |

| 2007年5月27日自治体選挙 |        |        |          |
| 政党                    | 得票数 | 得票率 | 獲得議席 |
| EAJ-PNV                 | 3,300  | 44.00% | 8        |
| EAE-ANV                 | 2,409  | 32.12% | 6        |
| EA                      | 756    | 10.08% | 2        |
| EB-B/A                  | 404    | 5.39%  | 1        |
| PSE-EE/PSOE             | 337    | 4.49%  | 0        |
| PP                      | 224    | 2.99%  | 0        |

| 2011年5月22日自治体選挙 |        |        |          |
| 政党                    | 得票数 | 得票率 | 獲得議席 |
| BILDU                   | 4,333  | 54.88% | 11       |
| EAJ-PNV                 | 2,219  | 28.10% | 5        |
| H1!                     | 483    | 6.12%  | 0        |
| ARALAR                  | 325    | 4.12%  | 0        |
| PSE-EE (PSOE)           | 213    | 2.70%  | 0        |
| PP                      | 185    | 2.34%  | 0        |

### 司法管轄区
アスペイティアはアスペイティア司法管轄区に属し、同管轄区の中心自治体である。

## ロヨラ教会
ロヨラ教会はイエズス会創立者であるイグナチオ・デ・ロヨラの生誕地に建つバシリカで、1682年から建設が始まった。設計はイタリア人建築家カルロ・フォンターナである。スペイン王カルロス3世時代の1767年にイエズス会追放令が出された時にもまだ完成しておらず、1888年まで工事が続いた。

## 著名な出身者
- フアン・アントニオ・ララニャガ - 元プロサッカー選手、元スペイン代表。
- ミケル・アランブル - プロサッカー選手
- ハビエル・アスカルゴルタ　-　元プロサッカー選手
- ホン・グリディ - サッカー選手
- イグナチオ・デ・ロヨラ